# Дотор, Карлос
Ка́рлос До́тор Гонса́лес (исп. Carlos Dotor González; род. 15 марта 2001, Мадрид) — испанский футболист, полузащитник клуба «Сельта», выступающий на правах аренды за клуб «Малага».

## Клубная карьера
Дотор — воспитанник клубов «Райо Махадаонда» и «Реал Мадрид». 12 октября 2019 года в матче против «Понтеведра» он дебютировал за дублирующий состав последних. Летом 2023 года Дотор перешёл в «Сельту», подписав контракт на 5 лет. В матче против «Реал Сосьедад» он дебютировал в Ла Лиге. 